# قلعه گل (کهگیلویه)
قلعه گل (کهگیلویه)، روستایی از توابع بخش مرکزی شهرستان کهگیلویه در استان کهگیلویه و بویراحمد ایران است.شهید عبدالرسول زرین تک تیرانداز معروف ایرانی از اهالی این روستا بوده

## جمعیت
این روستا در دهستان دشمن‌زیاری قرار دارد و براساس سرشماری مرکز آمار ایران در سال ۱۳۸۵، جمعیت آن ۳۷۴ نفر (۷۳خانوار) بوده‌است.